# 马里安·瑟普涅夫斯基
马里安·瑟普涅夫斯基（波蘭語：Marian Sypniewski，1955年4月30日—），波兰男子击剑运动员。他曾代表波兰参加1980年、1988年和1992年夏季奥林匹克运动会击剑比赛，获得二枚铜牌。